# 天津市第四中学

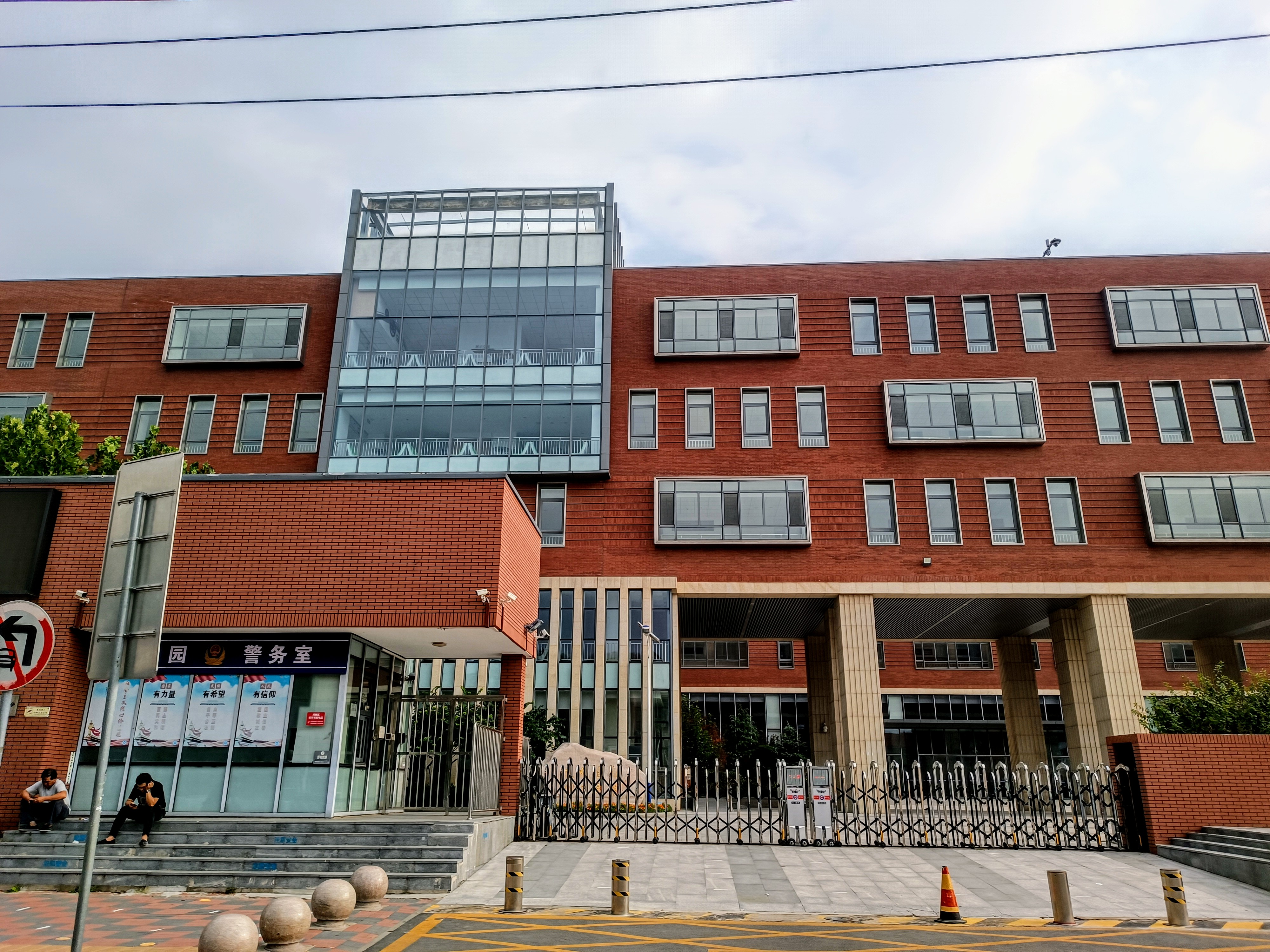
天津市第四中学北门

天津市第四中学，简称天津四中，位于天津市河西区澧水道11号，始建于1949年8月，2018年迁至澧水道新校区，是河西区下属的天津市市级重点中学。

## 校歌
天津第四中学的校歌名为《明天更灿烂》。

## 校训
天津四中的校训是“勤学、自立、成才、报国”。